# ヴィンチェンツォ・イタリアーノ
ヴィンチェンツォ・イタリアーノ（Vincenzo Italiano、1977年12月10日 - ）は、ドイツ・カールスルーエ出身のイタリア人元サッカー選手、現サッカー指導者。現役時代のポジションはミッドフィールダー。2024年よりボローニャFCの監督を務める。

## 選手経歴
現役時代は主にセリエBのクラブを舞台にプレーしていたが、エラス・ヴェローナFCやACキエーヴォ・ヴェローナにて通算6シーズンをセリエAで戦った。セリエAでは通算104試合に出場したが、セリエBでは304試合に出場した。キャリアを通してUEFAの国際大会出場経験はなく、2014年にFCルメッツァーネで現役を引退した。

## 指導者経歴
現役引退後すぐに指導者キャリアをスタートさせ、2016年6月からヴィゴンティーナ・サン・パオロFCで初めて監督を務めたが、2017年1月に成績不振で解任された。
2018年7月28日、選手時代の古巣であるトラーパニ・カルチョの監督に就任した。自身初のプロクラブでの指揮ではあったが、セリエCのジローネCをグループ2位で終えたことで、セリエB昇格にクラブを導いた。
2019年6月19日、スペツィア・カルチョの監督に招聘され、2年契約を結んだ。セリエB初挑戦ながら、リーグ3位につけ、昇格プレーオフを経てクラブ史上初となるセリエA昇格を達成した。これにより、FCアルツィグナーノ・ヴァルキアンポ監督時代から数えて3シーズン連続で異なるクラブを昇格させるという記録を作った。
2020年9月14日、UEFAプロライセンスを取得し、9月25日には契約を1年間延長した。キャリア初のセリエAでは、クラブ生え抜きのジュリオ・マッジョーレやレンタルで加入したトンマーゾ・ポベガらの活躍もあり、シーズン9勝を挙げて15位で見事残留を果たした。2021年6月2日、再びクラブとの契約を1年間延長して2023年までとしたが、6月30日に契約を解除した。
2021年6月30日、スペツィアとの契約解除を経て、ACFフィオレンティーナの監督に就任した。指揮1シーズン目は、前半戦のみでリーグ戦17得点を挙げていたドゥシャン・ヴラホヴィッチをユヴェントスFCに引き抜かれたが、リーグ7位でシーズンを終えた。これにより、UEFAヨーロッパカンファレンスリーグ出場が決定し、クラブにとって6シーズンぶりとなるUEFAの国際大会出場が実現した。2年目はカンファレンスリーグとコッパ・イタリアで決勝に進み、3年目には再びカンファレンスリーグの決勝まで勝ち進んだが、それぞれウエストハム・ユナイテッド、インテル・ミラノ、オリンピアコスに敗れ準優勝に終わった。
2024年6月5日、前シーズンリーグ戦5位と躍進しCL出場権を獲得したボローニャFCの監督に就任すると発表された。
2025年5月14日、コッパ・イタリア決勝戦でACミランに1-0で勝利し、ボローニャを51年振りの優勝に導いた。

## 監督成績
2024年5月15日現在
| チーム                                     | 就任日        | 退任日        | 成績 | 成績 | 成績 | 成績 | 成績   |
| チーム                                     | 就任日        | 退任日        | 試   | 勝   | 分   | 負   | 勝率   |
| ------------------------------------------ | ------------- | ------------- | ---- | ---- | ---- | ---- | ------ |
| ヴィゴンティーナ・サン・パオロ             | 2016年6月18日 | 2017年1月3日  | 19   | 2    | 8    | 9    | 010.53 |
| ヴィゴンティーナ・サン・パオロ             | 2017年2月28日 | 2017年5月31日 | 9    | 2    | 4    | 3    | 022.22 |
| ウニオン・アルツィグナーノ・ヴァルキアンポ | 2017年5月31日 | 2018年7月28日 | 38   | 21   | 12   | 5    | 055.26 |
| トラーパニ                                 | 2018年7月28日 | 2019年6月19日 | 47   | 27   | 11   | 9    | 057.45 |
| スペツィア                                 | 2019年6月19日 | 2021年6月30日 | 86   | 32   | 22   | 32   | 037.21 |
| フィオレンティーナ                         | 2021年6月30日 | 2024年6月5日  | 44   | 23   | 5    | 16   | 052.27 |
| ボローニャ                                 | 2024年6月5日  |               |      |      |      |      |        |
| キャリア通算                               | キャリア通算  | キャリア通算  | 243  | 107  | 62   | 74   | 044.03 |